# Шведов, Анатолий Николаевич
Анатолий Николаевич Шведов — советский хозяйственный, государственный и политический деятель.

## Биография
Родился в 1937 году в Анжеро-Судженске. Член КПСС.
Окончил Новосибирскую высшую партийную школу.
До 1964 — техник-технолог по капитальному ремонту оборудования, комсорг Анжеро-Судженского машиностроительного завода, второй, первый секретарь Анжеро-Судженского горкома ВЛКСМ.
В 1964—1974 — заместитель заведующего, заведующий орготделом Анжеро-Судженского горкома КПСС, секретарь парткома Анжеро-Судженского машиностроительного завода.
В 1974—1980 — заместитель председателя горисполкома, секретарь, второй секретарь Анжеро-Судженского горкома КПСС.
В 1980—1986 — председатель Анжеро-Судженского горисполкома.
В 1986—2001 — начальник управления снабжения и сбыта Кемеровского облисполкома, директор ОАО «Кемеровооблснаб».
Жил в Кемерове.

## Награды
- Орден Октябрьской Революции (17.07.1986)
- Орден Дружбы (21.06.1996)
- Орден Знак Почёта (19.02.1974)